# Kiyoojo Kaaji
Kiyoojo Kaaji ist eine winzige Insel von Somalia. Sie gehört politisch zu Jubaland und geographisch zu den Bajuni-Inseln, einer Kette von Koralleninseln (Barriereinseln), welche sich von Kismaayo im Norden über 100 Kilometer bis zum Raas Kaambooni nahe der kenianischen Grenze erstreckt.

## Geographie
Die Insel liegt zusammen mit Kiiwa Kasabuuli (S) und Kiyoojo Lagooni (N) in der Bucht von Juula. Dort mündet der Fluss Caannoole ins Meer.

## Klima
Als Klima herrscht heißes Steppenklima mit Monsuneinfluss.